# Flughafen Lagos

i7
i11
i13
Der Murtala Muhammed International Airport (Yoruba Pápá Ọkọ̀ Òfurufú Káríayé Múrítàlá Mùhammẹ̀d, IATA-Code: LOS, ICAO-Code: DNMM) ist der größte Flughafen Nigerias. Er liegt bei Ikeja, in der Nähe von Lagos. Er wurde nach dem früheren Militärmachthaber Murtala Muhammed benannt.
Es gibt ein Terminal für Inlandsflüge und eines für internationale Flüge, welche rund einen Kilometer voneinander entfernt liegen. Die Struktur und Architektur des internationalen Terminals ist an den Flughafen Amsterdam angelehnt.

## Geschichte
Der Flughafen wurde als Lagos International Airport während des Zweiten Weltkriegs errichtet und er war ab 1946 Basis der West African Airways Corporation. Anfang der 1970er Jahre erhielt er im Rahmen der Neu- und Ausbauarbeiten seinen heutigen Namen. Das neue Terminal wurde am 15. März 1979 in Betrieb genommen. Gebaut wurde er vom Bauingenieur Erwin Steiauf im Auftrag der Strabag. Als Eröffnungsgast konnte der damalige deutsche Bundeskanzler Helmut Schmidt begrüßt werden.
In den 1980er und 1990er Jahren war das internationale Terminal für seine schlechten Sicherheitsmaßnahmen berüchtigt, welche die Mindestanforderungen der ICAO nicht erfüllten. So gab es im und außerhalb des Terminals kriminelle Banden, welche sogar Flugzeuge auf dem Vorfeld überfielen. Die Einreise- und Zollbeamten waren für ihre Korruption bekannt – so musste bei der Einreise üblicherweise eine entsprechende „Stempelgebühr“ gezahlt werden. Nachdem bereits an allen internationalen US-Flughäfen Warnschilder aufgestellt worden waren, wurde 1993 auf Anweisung der FAA der gesamte Flugverkehr zwischen Lagos und den USA eingestellt. Reisenden nach Nigeria wurde die Nutzung des Flughafens Kano empfohlen.
Nach der Wahl von Olusegun Obasanjo im Jahr 1999 verbesserte sich die Situation am Flughafen. Die Flughafenpolizei nahm jeden im Sicherheitsbereich unbefugt vorgefundenen fest – teils unter Einsatz der Schusswaffe. Ebenso wurde die Polizeipräsenz in und vor dem Terminal massiv verstärkt. 2001 hob daher die US-amerikanische FAA auch das Flugverbot wieder auf.
In den folgenden Jahren wurden ebenso zahlreiche Modernisierungen durchgeführt.
Nach einem Brand im Inlandsterminal im Jahr 2000 wurde das bereits stillgelegte alte Inlandsterminal vorübergehend wieder in Betrieb genommen und ein komplett neues Inlandsterminal gebaut, welches 2007 in Betrieb ging.

## Verkehrsstatistik
| Jahr | Passagiere | Änderung in % | Fracht (in Tonnen) | Flugbewegungen |
| ---- | ---------- | ------------- | ------------------ | -------------- |
| 2003 | 3.362.464  | -%            | 51.826             | 62.439         |
| 2004 | 3.576.189  | 6 %           | 89.496             | 67.208         |
| 2005 | 3.817.338  | 6,3 %         | 63.807             | 70.893         |
| 2006 | 3.848.757  | 0,8 %         | 83.598             | 74.650         |
| 2007 | 4.162.424  | 7,5 %         |                    | 81.537         |
| 2008 | 5.136.920  | 23,4 %        |                    | 77.472         |
| 2009 | 5.644.572  | 9,9 %         |                    | 84.588         |
| 2010 | 6.270.000  | 11,1 %        |                    |                |

## Flugziele
Der Flughafen ist einer der größten im mittleren Afrika. Es gibt zahlreiche Flüge vieler Fluggesellschaften zu Flugzielen in Afrika und der ganzen Welt.
Lufthansa fliegt den Flughafen täglich ab Frankfurt an.

## Zwischenfälle
- Am 13. Juli 1968 stürzte eine Frachtmaschine des Typs Boeing 707-329C der belgischen Sabena (Luftfahrzeugkennzeichen OO-SJK) auf dem Flug von Brüssel beim Landeanflug auf den Flughafen Lagos 14 Kilometer nördlich davon ab. Alle sieben Insassen wurden getötet.[4]

- Am 20. November 1969 streifte eine Vickers VC10 der Nigeria Airways (5N-ABD) beim Anflug ca. 13 Kilometer vor dem Flughafen Lagos aufgrund einer zu geringen Flughöhe mehrere Bäume und stürzte ab. Bei diesem CFIT (Controlled flight into terrain) wurden alle 87 Insassen getötet (siehe auch Nigeria-Airways-Flug 825).[5]

- Am 21. Juli 1988 verunglückte ein Frachtflugzeug des Typs Boeing 707-300 der Angola Air Charter (D2-TOV) mit sechs Mann Besatzung im Landeanflug auf den Flughafen Lagos; niemand überlebte (siehe auch Flugunfall einer Boeing 707 der Angola Air Charter bei Lagos).[6]

- Am 26. September 1992 stürzte eine Lockheed C-130H Hercules der Nigerianischen Luftwaffe (NAF911) kurz nach dem Start in einen Sumpf mit Mangrovenbäumen. Unmittelbar nach dem Abheben war das Triebwerk 2 ausgefallen, kurz darauf gefolgt von einem zweiten. Die Piloten wollten in einem Kanal notwassern, es kam jedoch zu einem dritten Triebwerksausfall. Das Flugzeug stürzte 7 Kilometer westlich des Startflughafens Lagos senkrecht zu Boden. Die Maschine war auf dem Weg nach Kaduna (Nigeria) und Jos. Alle 159 Insassen, 8 Besatzungsmitglieder und 151 Passagiere, kamen ums Leben; dies ist die amtliche Angabe. Es ist jedoch wahrscheinlich, dass mehr Personen an Bord waren, da keine Ladepapiere erstellt wurden. Weitere Berichte geben 163 Insassen an, andere 174 und sogar 200 Personen, da unter den Toten unidentifizierte Kinder waren ebenso wie militärisches Personal, das quasi „per Anhalter“ unterwegs war. In jedem Fall war dies der – an der Zahl der Todesopfer gemessene – schwerste Unfall einer Lockheed Hercules (siehe auch C-130-Absturz in Nigeria 1992).[7][8][9]

- Am 7. November 1996 geriet eine Boeing 727-231 der ADC Airlines (Luftfahrzeugkennzeichen 5N-BBG) auf dem Weg von Port Harcourt nach Lagos in einen unkontrollierten Flugzustand und stürzte aus einer Höhe von 16.000 Fuß (knapp 5000 m) ab. Alle 144 Insassen kamen ums Leben. Auslöser war ein Fehler der Flugsicherung, die eine falsche Freigabe erteilt hatte. Dadurch kam es zu einer Beinahe-Kollision mit einer anderen Maschine. Um diese zu verhindern, flogen die Piloten ein derart ruppiges Ausweichmanöver, dass die Boeing einen exzessiven Rollwinkel einnahm und innerhalb von 16 Sekunden fast Schallgeschwindigkeit erreichte, wobei es zum Kontrollverlust und Absturz in der Nähe von Ejrin kam  (siehe auch ADC-Airlines-Flug 86).[10]

- Eine Boeing 737-200 der Fluggesellschaft Bellview Airlines stürzte am 22. Oktober 2005 auf dem Weg von Lagos nach Abuja kurz nach dem Start ab, dabei kamen alle 111 Passagiere und die sechs Besatzungsmitglieder ums Leben (siehe auch Bellview-Airlines-Flug 210).

- Am 3. Juni 2012 streifte eine  McDonnell Douglas MD-83 der Dana Air (5N-RAM) beim Landeanflug Hochspannungsmasten sowie ein Haus und stürzte in ein dichtbesiedeltes Wohngebiet (siehe auch Dana-Air-Flug 992).

- Am 3. Oktober 2013 verunglückte eine Embraer EMB 120 der Associated Aviation (5N-BJY) kurz nach dem Start zu einem Charterflug vom Flughafen Lagos nach Akure. Von den 20 Personen an Bord kamen 15 ums Leben. An Bord befanden sich neben der siebenköpfigen Besatzung 13 Familienmitglieder und der Sarg von Gouverneur Olusegun Agagu. Einer der fünf überlebenden Passagiere war der Sohn des Gouverneurs (siehe auch Associated-Aviation-Flug 361).[11][12][13]